# Ulla Berghammer
Ulla Berghammer (* 26. Dezember 1887 als Ursula Much in Bad Tölz; † 24. September 1957 in München) war eine deutsche Politikerin. 1946/1947 war sie Mitglied der Beratenden Landesversammlung in Rheinland-Pfalz zur Ausarbeitung der Landesverfassung.

## Leben
Ursula Much wurde als eines von dreizehn Geschwistern in Bad Tölz geboren. Ihre Mutter starb, als sie 14 Jahre alt war, im Wochenbett und sie versorgte danach ihre jüngeren Geschwister. Nach Beendigung der Volksschule konnte sie aus diesem Grund keine Ausbildung beginnen. Sie heiratete 1908 den Bezirksbaumeister Konrad Berghammer, mit dem sie 1909 und 1920 eine Tochter und einen Sohn hat. 1911 wurde ihr Mann nach Frankenthal versetzt. Im Ersten Weltkrieg war sie ehrenamtlich in einer Sozialstation und in der Küche einer Fabrik tätig, wofür sie 1920 mit dem bayerischen Verdienstkreuz für freiwillige Krankenpflege ausgezeichnet wurde. Im selben Jahr wurde ihr Mann nach Landau versetzt.
1929 wurde sie Mitglied der Zentrumspartei und wurde im selben Jahr in den Stadtrat von Landau gewählt. 1933 war sie nach der erzwungenen Auflösung der Zentrumspartei zeitweise in Schutzhaft. Sie half in der folgenden Zeit verfolgten jüdischen Mitbürgern vor deren Ausreise.
Nach der Befreiung vom Nationalsozialismus wurde sie wieder politisch aktiv. Sie war Gründungsmitglied der CDP, die sich im Dezember 1945 in CDU umbenannte. Für diese war sie Mitglied der Beratenden Landesversammlung bis zur letzten Sitzung am 25. April 1947. In der Landesversammlung war sie Mitglied im sozialpolitischen Ausschuss. In der Landesversammlung waren nur 6 von 147 Mitgliedern weiblich. Unter diesen war Ulla Berghammer die Älteste.
1949 wurde sie nach einem Schlaganfall pflegebedürftig. Sie zog mit ihrem Mann nach München zu ihrer Tochter, von der sie bis zu ihrem Tod 1957 gepflegt wurde.